# Rábanos
Rábanos es un municipio y una localidad situados en la provincia de Burgos, comunidad autónoma de Castilla y León (España), partido judicial de Briviesca, comarca de Montes de Oca.

## Geografía
Rábanos es un municipio de la provincia de Burgos situado 40 kilómetros al este de la capital de provincia. Tiene un área de 40,64 km² con una población de 79 habitantes (INE 2024) y una densidad de 1,94 hab/km².
Municipio con tres Entidades Locales Menores: la localidad de Rábanos, Alarcia y Villamudria. En su término se encuentra además el despoblado de Ahedillo.

## Historia
Lugar de la Jurisdicción de Villafranca de Montes de Oca, en el partido Juarros, con jurisdicción de realengo ejercida por su regidor pedáneo.
A la caída del Antiguo Régimen queda constituida como ayuntamiento constitucional del mismo nombre en el partido de Belorado, región de Castilla la Vieja. Contaba entonces con 48 habitantes.
Según indica el Registro de Entidades Locales (2008), en el censo de 1857, Rábanos incorporó a su territorio a los municipios de Alarcia, Alhedillo (actual Ahedillo) y el entonces extinguido Villamudria. Siendo el único precedente documentado de modificación territorial y administrativa del municipio.

## Demografía
Rábanos cuenta con una población de 79 habitantes (INE 2024).
| Gráfica de evolución demográfica de Rábanos entre 1842 y 2021 |
| |
| Población de derecho según los censos de población del INE. Población de hecho según los censos de población del INE.Entre el censo de 1857 y el anterior, crece el término del municipio porque incorpora a Alarcia, Alhedillo y Villamudria. |

## Patrimonio artístico y natural
- Iglesia católica de San Esteban Protomártir, dependiente de la parroquia de Pradoluengo en el Arcipestrazgo de Oca-Tirón, diócesis de Burgos.[6]
- Lavadero
- Horno
- Haya de los Corrales

## Fiestas
- Fiestas de Gracias: Se celebran el último fin de semana de agosto.
- 3 de agosto: día de San Esteban, patrón de Rábanos.